# Золотой глобус (премия, 1974)
31-я церемония вручения наград премии «Золотой глобус»

28 января 1974 года
Лучший фильм (драма): 

«Изгоняющий дьявола»
Лучший фильм (комедия или мюзикл): 

«Американские граффити»
Лучшое ТВ-шоу (драма): 

«Уолтоны»
Лучшое ТВ-шоу (комедия или мюзикл): 

«Все в семье»
< 30-я Церемонии вручения 32-я >
31-я церемония вручения наград премии «Золотой глобус» за заслуги в области кинематографа и телевидения за 1973 год состоялась 28 января 1974 года в «Beverly Hilton Hotel» (Лос-Анджелес, Калифорния, США).

## Список лауреатов и номинантов
Победители выделены отдельным цветом. 

### Игровое кино
| Категории                                | Лауреаты и номинанты                                                                              | Лауреаты и номинанты                                                                              |
| ---------------------------------------- | ------------------------------------------------------------------------------------------------- | ------------------------------------------------------------------------------------------------- |
| Лучший фильм (драма)                     | • Изгоняющий дьявола / The Exorcist                                                               | • Изгоняющий дьявола / The Exorcist                                                               |
| Лучший фильм (драма)                     | • Увольнение до полуночи / Cinderella Liberty                                                     |                                                                                                   |
| Лучший фильм (драма)                     | • День Шакала / The Day of the Jackal                                                             |                                                                                                   |
| Лучший фильм (драма)                     | • Последнее танго в Париже / Ultimo tango a Parigi                                                |                                                                                                   |
| Лучший фильм (драма)                     | • Спасите тигра / Save the Tiger                                                                  |                                                                                                   |
| Лучший фильм (драма)                     | • Серпико / Serpico                                                                               |                                                                                                   |
| Лучший фильм (комедия или мюзикл)        | • Американские граффити / American Graffiti                                                       | • Американские граффити / American Graffiti                                                       |
| Лучший фильм (комедия или мюзикл)        | • Бумажная луна / Paper Moon                                                                      |                                                                                                   |
| Лучший фильм (комедия или мюзикл)        | • С шиком / A Touch of Class                                                                      |                                                                                                   |
| Лучший фильм (комедия или мюзикл)        | • Том Сойер / Tom Sawyer                                                                          |                                                                                                   |
| Лучший фильм (комедия или мюзикл)        | • Иисус Христос — суперзвезда / Jesus Christ Superstar                                            |                                                                                                   |
| Лучший режиссёр                          | [[Файл:\|114px]]                                                                                  | • Уильям Фридкин за фильм «Изгоняющий дьявола»                                                    |
| Лучший режиссёр                          | [[Файл:\|114px]]                                                                                  | • Бернардо Бертолуччи — «Последнее танго в Париже»                                                |
| Лучший режиссёр                          | [[Файл:\|114px]]                                                                                  | • Питер Богданович — «Бумажная луна»                                                              |
| Лучший режиссёр                          | [[Файл:\|114px]]                                                                                  | • Джордж Лукас — «Американские граффити»                                                          |
| Лучший режиссёр                          | [[Файл:\|114px]]                                                                                  | • Фред Циннеман — «День Шакала»                                                                   |
| Лучшая мужская роль (драма)              |                                                                                                   | • Аль Пачино — «Серпико» (за роль Фрэнка Серпико)                                                 |
| Лучшая мужская роль (драма)              | • Роберт Блейк — «Парни в синей форме» (за роль Джона Уинтергрина)                                |                                                                                                   |
| Лучшая мужская роль (драма)              | • Джек Леммон — «Спасите тигра» (за роль Гарри Стонера)                                           |                                                                                                   |
| Лучшая мужская роль (драма)              | • Стив Маккуин — «Мотылёк» (за роль Анри «Мотылька» Шарьера)                                      |                                                                                                   |
| Лучшая мужская роль (драма)              | • Джек Николсон — «Последний наряд» (за роль Билли Баддаски)                                      |                                                                                                   |
| Лучшая женская роль (драма)              |                                                                                                   | • Марша Мейсон — «Увольнение до полуночи» (за роль Мэгги Пол)                                     |
| Лучшая женская роль (драма)              | • Эллен Бёрстин — «Изгоняющий дьявола» (за роль Крис МакНил)                                      |                                                                                                   |
| Лучшая женская роль (драма)              | • Барбра Стрейзанд — «Встреча двух сердец» (за роль Кэти Мороски)                                 |                                                                                                   |
| Лучшая женская роль (драма)              | • Элизабет Тейлор — «День покаяния» (за роль Барбары Сойер)                                       |                                                                                                   |
| Лучшая женская роль (драма)              | • Джоан Вудвард — «Летние желания, зимние мечты» (за роль Риты Уолден)                            |                                                                                                   |
| Лучшая мужская роль (комедия или мюзикл) |                                                                                                   | • Джордж Сигал — «С шиком» (за роль Стивена Блэкбёрна)                                            |
| Лучшая мужская роль (комедия или мюзикл) | • Карл Андерсон — «Иисус Христос — суперзвезда» (за роль Иуды Искариота)                          |                                                                                                   |
| Лучшая мужская роль (комедия или мюзикл) | • Ричард Дрейфус — «Американские граффити» (за роль Курта Хендерсона)                             |                                                                                                   |
| Лучшая мужская роль (комедия или мюзикл) | • Тед Нили — «Иисус Христос — суперзвезда» (за роль Иисуса Христа)                                |                                                                                                   |
| Лучшая мужская роль (комедия или мюзикл) | • Райан О’Нил — «Бумажная луна» (за роль Мозеса Прэя)                                             |                                                                                                   |
| Лучшая женская роль (комедия или мюзикл) |                                                                                                   | • Гленда Джексон — «С шиком» (за роль Вики Аллессио)                                              |
| Лучшая женская роль (комедия или мюзикл) | • Ивонн Эллиман — «Иисус Христос — суперзвезда» (за роль Марии Магдалины)                         |                                                                                                   |
| Лучшая женская роль (комедия или мюзикл) | • Клорис Личмен — «Чарли и ангел» (за роль Нетти Эпплби)                                          |                                                                                                   |
| Лучшая женская роль (комедия или мюзикл) | • Татум О’Нил — «Бумажная луна» (за роль Эдди Логгинс)                                            |                                                                                                   |
| Лучшая женская роль (комедия или мюзикл) | • Лив Ульман — «40 карат» (за роль Энн Стенли)                                                    |                                                                                                   |
| Лучшая мужская роль второго плана        | Джон Хаусман                                                                                      | • Джон Хаусман — «Бумажная погоня» (за роль профессора Чарльза У. Кингсфилда мл.)                 |
| Лучшая мужская роль второго плана        | Джон Хаусман                                                                                      | • Мартин Болсам — «Летние желания, зимние мечты» (за роль Гарри Уолдена)                          |
| Лучшая мужская роль второго плана        | Джон Хаусман                                                                                      | • Джек Гилфорд — «Спасите тигра» (за роль Фила Грина)                                             |
| Лучшая мужская роль второго плана        | Джон Хаусман                                                                                      | • Рэнди Куэйд — «Последний наряд» (за роль Ларри Мэдоуса)                                         |
| Лучшая мужская роль второго плана        | Джон Хаусман                                                                                      | • Макс фон Сюдов — «Изгоняющий дьявола» (за роль отца Ланкестера Меррина)                         |
| Лучшая женская роль второго плана        |                                                                                                   | • Линда Блэр — «Изгоняющий дьявола» (за роль Риган МакНил)                                        |
| Лучшая женская роль второго плана        | • Валентина Кортезе — «Американская ночь» (за роль Северины)                                      |                                                                                                   |
| Лучшая женская роль второго плана        | • Мэдлин Кан — «Бумажная луна» (за роль Трикси Делайт)                                            |                                                                                                   |
| Лучшая женская роль второго плана        | • Кейт Рид — «Неустойчивое равновесие» (за роль Клэр)                                             |                                                                                                   |
| Лучшая женская роль второго плана        | • Сильвия Сидни — «Летние желания, зимние мечты» (за роль миссис Притчетт)                        |                                                                                                   |
| Лучший дебют актёра                      |                                                                                                   | • Пол Ле Мэт — «Американские граффити»                                                            |
| Лучший дебют актёра                      | • Карл Андерсон — «Иисус Христос — суперзвезда» (за роль Иуды Искариота)                          |                                                                                                   |
| Лучший дебют актёра                      | • Робби Бенсон — «Джереми»                                                                        |                                                                                                   |
| Лучший дебют актёра                      | • Кирк Кэллоуэй — «Увольнение до полуночи»                                                        |                                                                                                   |
| Лучший дебют актёра                      | • Тед Нили — «Иисус Христос — суперзвезда» (за роль Иисуса Христа)                                |                                                                                                   |
| Лучший дебют актрисы                     |                                                                                                   | • Татум О’Нил — «Бумажная луна»                                                                   |
| Лучший дебют актрисы                     | • Линда Блэр — «Изгоняющий дьявола»                                                               |                                                                                                   |
| Лучший дебют актрисы                     | • Кэй Ленц — «Бризи»                                                                              |                                                                                                   |
| Лучший дебют актрисы                     | • Мишель Филлипс — «Диллинджер»                                                                   |                                                                                                   |
| Лучший дебют актрисы                     | • Барбара Сигел — «Time to Run»                                                                   |                                                                                                   |
| Лучший сценарий                          |                                                                                                   | • Уильям Питер Блэтти — «Изгоняющий дьявола»                                                      |
| Лучший сценарий                          | • Мелвин Фрэнк — «С шиком»                                                                        |                                                                                                   |
| Лучший сценарий                          | • Дэррил Пониксен — «Увольнение до полуночи»                                                      |                                                                                                   |
| Лучший сценарий                          | • Кеннет Росс — «День Шакала»                                                                     |                                                                                                   |
| Лучший сценарий                          | • Дэвид С. Уорд — «Афера»                                                                         |                                                                                                   |
| Лучшая музыка к фильму                   |                                                                                                   | • Нил Даймонд за музыку к фильму «Чайка по имени Джонатан Ливингстон»                             |
| Лучшая музыка к фильму                   | • Жорж Делерю — «День дельфина»                                                                   |                                                                                                   |
| Лучшая музыка к фильму                   | • Мишель Легран — «Бризи»                                                                         |                                                                                                   |
| Лучшая музыка к фильму                   | • Алан Прайс — «О, счастливчик!»                                                                  |                                                                                                   |
| Лучшая музыка к фильму                   | • Ричард М. Шерман, Роберт Б. Шерман и Джон Уильямс — «Том Сойер»                                 |                                                                                                   |
| Лучшая музыка к фильму                   | • Джон Уильямс — «Увольнение до полуночи»                                                         |                                                                                                   |
| Лучшая песня                             | • The Way We Were — «Встреча двух сердец» — музыка: Марвин Хэмлиш, слова: Алана и Мэрилин Бергман | • The Way We Were — «Встреча двух сердец» — музыка: Марвин Хэмлиш, слова: Алана и Мэрилин Бергман |
| Лучшая песня                             | • All That Love Went To Waste — «С шиком» — музыка: Джордж Барри, слова: Сэмми Кан                |                                                                                                   |
| Лучшая песня                             | • Breezy's Song — «Бризи» — музыка: Мишель Легран, слова: Алан Бергман и Мэрилин Бергман          |                                                                                                   |
| Лучшая песня                             | • Lonely Looking Sky — «Чайка по имени Джонатан Ливингстон» — музыка и слова: Нил Даймонд         |                                                                                                   |
| Лучшая песня                             | • Rosa Rosa — «Казаблан» — музыка: Дов Зельцер, слова: Хаим Хефер                                 |                                                                                                   |
| Лучшая песня                             | • Send a Little Love My Way — «Оклахома, как она есть» — музыка: Генри Манчини, слова: Хэл Дэвид  |                                                                                                   |
| Лучший иностранный фильм                 | • Пешеход / Der Fußgänger (ФРГ)                                                                   | • Пешеход / Der Fußgänger (ФРГ)                                                                   |
| Лучший иностранный фильм                 | • Альфредо, Альфредо / Alfredo, Alfredo (Италия)                                                  |                                                                                                   |
| Лучший иностранный фильм                 | • Американская ночь / La Nuit américaine (Франция)                                                |                                                                                                   |
| Лучший иностранный фильм                 | • Казаблан / קזבלן (Израиль)                                                                      |                                                                                                   |
| Лучший иностранный фильм                 | • Осадное положение / État de siège (Франция)                                                     |                                                                                                   |

### Документальное кино
| Лучший документальный фильм | • Глазами восьми / Visions of Eight |
| Лучший документальный фильм | • Любовь / Love                     |
| Лучший документальный фильм | • The Movies That Made Us           |
| Лучший документальный фильм | • The Second Gun                    |
| Лучший документальный фильм | • Wattstax                          |

### Телевизионные награды
| Категории                                      | Лауреаты и номинанты                                                                | Лауреаты и номинанты                                                  | Лауреаты и номинанты                                                  |
| ---------------------------------------------- | ----------------------------------------------------------------------------------- | --------------------------------------------------------------------- | --------------------------------------------------------------------- |
| Лучшое ТВ-шоу (драма)                          | • Уолтоны / The Waltons                                                             | • Уолтоны / The Waltons                                               | • Уолтоны / The Waltons                                               |
| Лучшое ТВ-шоу (драма)                          | • Кеннон / Cannon                                                                   |                                                                       |                                                                       |
| Лучшое ТВ-шоу (драма)                          | • Коломбо / Columbo                                                                 |                                                                       |                                                                       |
| Лучшое ТВ-шоу (драма)                          | • Хокинс / Hawkins                                                                  |                                                                       |                                                                       |
| Лучшое ТВ-шоу (драма)                          | • Менникс / Mannix                                                                  |                                                                       |                                                                       |
| Лучшое ТВ-шоу (драма)                          | • Полицейская история / Police Story                                                |                                                                       |                                                                       |
| Лучшое ТВ-шоу (комедия или мюзикл)             | • Все в семье / All in the Family                                                   | • Все в семье / All in the Family                                     | • Все в семье / All in the Family                                     |
| Лучшое ТВ-шоу (комедия или мюзикл)             | • Шоу Кэрол Бёрнетт / The Carol Burnett Show                                        |                                                                       |                                                                       |
| Лучшое ТВ-шоу (комедия или мюзикл)             | • Шоу Мэри Тайлер Мур / The Mary Tyler Moore Show                                   |                                                                       |                                                                       |
| Лучшое ТВ-шоу (комедия или мюзикл)             | • Санфорд и сын / Sanford and Son                                                   |                                                                       |                                                                       |
| Лучшое ТВ-шоу (комедия или мюзикл)             | • Час комедии с Сонни и Шер / The Sonny & Cher Comedy Hour                          |                                                                       |                                                                       |
| Лучшая мужская роль на ТВ (драма)              |                                                                                     | • Джеймс Стюарт — «Хокинс» (за роль Билли Джима Хокинса)              | • Джеймс Стюарт — «Хокинс» (за роль Билли Джима Хокинса)              |
| Лучшая мужская роль на ТВ (драма)              | • Дэвид Кэррадайн — «Кунг-фу» (англ.) (за роль Квай Чэнг Кейна)                     |                                                                       |                                                                       |
| Лучшая мужская роль на ТВ (драма)              | • Майк Коннорс — «Менникс» (за роль Джо Менникса)                                   |                                                                       |                                                                       |
| Лучшая мужская роль на ТВ (драма)              | • Питер Фальк — «Коломбо» (за роль лейтенанта Коломбо)                              |                                                                       |                                                                       |
| Лучшая мужская роль на ТВ (драма)              | • Ричард Томас — «Уолтоны» (за роль Джона-Боя Уолтона мл.)                          |                                                                       |                                                                       |
| Лучшая мужская роль на ТВ (драма)              | • Роберт Янг — «Доктор Маркус Уэлби» (за роль доктора Маркуса Уэлби)                |                                                                       |                                                                       |
| Лучшая женская роль на ТВ (драма)              |                                                                                     | • Ли Ремик — «Синий рыцарь» (за роль Кэсси Уолтерс)                   | • Ли Ремик — «Синий рыцарь» (за роль Кэсси Уолтерс)                   |
| Лучшая женская роль на ТВ (драма)              | • Сьюзан Сент-Джеймс — «Макмиллан и жена» (англ.) (за роль Салли Макмиллан)         |                                                                       |                                                                       |
| Лучшая женская роль на ТВ (драма)              | • Майкл Лернд — «Уолтоны» (за роль Оливии Уолтон)                                   |                                                                       |                                                                       |
| Лучшая женская роль на ТВ (драма)              | • Джули Лондон — «Критическое положение!» (англ.) (за роль медсестры Дикси Макколл) |                                                                       |                                                                       |
| Лучшая женская роль на ТВ (драма)              | • Эмили Маклафлин — «Главный госпиталь» (за роль медсестры Джесси Брюэр)            |                                                                       |                                                                       |
| Лучшая мужская роль на ТВ (комедия или мюзикл) |                                                                                     | • Джек Клагмен — «Странная парочка» (англ.) (за роль Оскара Мэдисона) | • Джек Клагмен — «Странная парочка» (англ.) (за роль Оскара Мэдисона) |
| Лучшая мужская роль на ТВ (комедия или мюзикл) | • Алан Алда — «МЭШ» (за роль капитана Бенджамина Франклина Пирса)                   |                                                                       |                                                                       |
| Лучшая мужская роль на ТВ (комедия или мюзикл) | • Дом Делуиз — «Lotsa Luck» (за роль Стэнли Белмонта)                               |                                                                       |                                                                       |
| Лучшая мужская роль на ТВ (комедия или мюзикл) | • Редд Фокс — «Санфорд и сын» (за роль Фреда Г. Санфорда)                           |                                                                       |                                                                       |
| Лучшая мужская роль на ТВ (комедия или мюзикл) | • Кэрролл О'Коннор — «Все в семье» (за роль Арчи Банкера)                           |                                                                       |                                                                       |
| Лучшая женская роль на ТВ (комедия или мюзикл) |                                                                                     | • Шер — «Час комедии с Сонни и Шер» (за роль самой себя)              | Джин Стэплтон                                                         |
| Лучшая женская роль на ТВ (комедия или мюзикл) | • Джин Стэплтон — «Все в семье» (за роль Эдит Банкер)                               |                                                                       | Джин Стэплтон                                                         |
| Лучшая женская роль на ТВ (комедия или мюзикл) | • Беатрис Артур — «Мод» (англ.) (за роль Мод Финдлей)                               |                                                                       | Джин Стэплтон                                                         |
| Лучшая женская роль на ТВ (комедия или мюзикл) | • Кэрол Бёрнетт — «Шоу Кэрол Бёрнетт» (за роли различных персонажей)                |                                                                       | Джин Стэплтон                                                         |
| Лучшая женская роль на ТВ (комедия или мюзикл) | • Мэри Тайлер Мур — «Шоу Мэри Тайлер Мур» (за роль Мэри Ричардс)                    |                                                                       | Джин Стэплтон                                                         |
| Лучший актёр второго плана на ТВ               |                                                                                     | • Маклин Стивенсон — «МЭШ» (за роль полковника Генри Блэйка)          | • Маклин Стивенсон — «МЭШ» (за роль полковника Генри Блэйка)          |
| Лучший актёр второго плана на ТВ               | • Эдвард Аснер — «Шоу Мэри Тайлер Мур» (за роль Лу Гранта)                          |                                                                       |                                                                       |
| Лучший актёр второго плана на ТВ               | • Уилл Гир — «Уолтоны» (за роль дедушки Уолтона)                                    |                                                                       |                                                                       |
| Лучший актёр второго плана на ТВ               | • Харви Корман — «Шоу Кэрол Бёрнетт» (за роли различных персонажей)                 |                                                                       |                                                                       |
| Лучший актёр второго плана на ТВ               | • Строзер Мартин — «Хокинс» (за роль Р. Дж. Хокинса)                                |                                                                       |                                                                       |
| Лучший актёр второго плана на ТВ               | • Роб Райнер — «Все в семье» (за роль Майкла «Митхэда» Стивика)                     |                                                                       |                                                                       |
| Лучшая актриса второго плана на ТВ             |                                                                                     | • Эллен Корби — «Уолтоны» (за роль Эстер Уолтон)                      | • Эллен Корби — «Уолтоны» (за роль Эстер Уолтон)                      |
| Лучшая актриса второго плана на ТВ             | • Гейл Фишер — «Менникс» (за роль Пегги Фэйр)                                       |                                                                       |                                                                       |
| Лучшая актриса второго плана на ТВ             | • Валери Харпер — «Шоу Мэри Тайлер Мур» (за роль Роды Моргенштерн)                  |                                                                       |                                                                       |
| Лучшая актриса второго плана на ТВ             | • Салли Струтерс — «Все в семье» (за роль Глории Банкер-Стивик)                     |                                                                       |                                                                       |
| Лучшая актриса второго плана на ТВ             | • Лоретта Свит — «МЭШ» (за роль майора Маргарет Халиган)                            |                                                                       |                                                                       |

### Специальные награды
| Награда                                                     | Лауреаты        | Лауреаты                                   |
| ----------------------------------------------------------- | --------------- | ------------------------------------------ |
| Премия Сесиля Б. Де Милля (Награда за вклад в кинематограф) |                 | • Бетт Дейвис                              |
| Премия Генриетты Henrietta Award (World Film Favorites)     | Марлон Брандо   | • Марлон Брандо                            |
| Премия Генриетты Henrietta Award (World Film Favorites)     | Элизабет Тейлор | • Элизабет Тейлор                          |
| Мисс Золотой глобус 1974 (Символическая награда)            |                 | • Линда Мейклджон (англ. Linda Meiklejohn) |